# Charli (album)
 (novembre 2022).
Albums de Charli XCX
Pop 2
(2017) How I'm Feeling Now
(2020)
Singles
1. 1999 ft. Troye Sivan
Sortie : 5 octobre 2018
2. Blame It On Your Love ft. Lizzo
Sortie : 15 mai 2019
3. Gone ft. Christine and the Queens
Sortie : 17 juillet 2019
4. Cross You Out ft. Sky Ferreira
Sortie : 16 août 2019
5. Warm ft. Haim
Sortie : 30 août 2019
6. February 2017 ft. Clairo & Yaeji
Sortie : 6 septembre 2019
7. 2099 ft. Troye Sivan
Sortie : 10 septembre 2019

Charli est le troisième album de la chanteuse britannique Charli XCX, sorti le 13 septembre 2019.

## Promotion
1999 en duo avec le chanteur australien Troye Sivan sort le 5 octobre 2018. Le 15 mai 2019 sort Blame It On Your Love, en featuring avec la rappeuse américaine Lizzo. Le Charli Live, la tournée mondiale pour promouvoir l'album, est annoncée le 13 juin 2019, en même temps que la pochette de l'album ainsi que la liste des pistes. Le troisième single à être dévoilé est Gone, en featuring avec la chanteuse française Christine and the Queens, le 17 juillet 2019. Le clip vidéo est également mis en ligne le même jour. Le 16 août 2019 sort Cross You Out en duo avec Sky Ferreira, et le 30 août est dévoilé le prochain single, qui s'intitule Warm, en featuring avec les sœurs du groupe Haim. Les deux derniers singles dévoilés sont February 2017 en featuring avec la chanteuse américaine Clairo et l'artiste américano-coréenne Yaeji, mis en ligne le 6 septembre, et 2099 en duo avec Troye Sivan, sorti 10 septembre 2019. Le clip vidéo de 2099 paraît le mardi 17 septembre à 18h30, heure française.

## Liste des pistes
Toutes les chansons sont écrites et composées par Charlotte Aitchison et Alex Cook.
| No  | Titre                                                                            | Auteur | Producteur(s)                   | Durée |
| --- | -------------------------------------------------------------------------------- | --- | ------------------------------- | ----- |
| 1.  | Next Level Charli                                                                | Charlotte Aitchison, Alexander Guy Cook | A. G. Cook                      | 2:37  |
| 2.  | Gone (en duo avec Christine and the Queens)                                      | Aitchison, Jonnali Parmenius, Linus Wiklund, Heloise Letissier, Nicholas Petitfrere                                                        | A. G. Cook, Lotus IV, Ö, Baseck | 4:05  |
| 3.  | Cross You Out (en duo avec Sky Ferreira)                                         | Aitchison, Cook, Parmenius, Wiklund | Cook, Lotus IV                  | 3:28  |
| 4.  | 1999 (en duo avec Troye Sivan)                                                   | Aitchison, Sivan, Brett McLaughlin, Jonnali Parmenius, Oscar Holter                                                                        | Holter, Peter Svensson          | 3:09  |
| 5.  | Click (en duo avec Kim Petras et Tommy Cash)                                     | Aitchison, Umru Rothenburg, Theron Thomas, Tommy Cash, Dylan Brady, Cook                                                                   | Umru, Dylan Brady, Ö, Cook      | 3:53  |
| 6.  | Warm (en duo avec Haim)                                                          | Aitchison, Cook, Danielle Haim, Alana Haim, Este Haim                                                                                      | Cook                            | 3:45  |
| 7.  | Thoughts                                                                         | Aitchison, Cook | Cook                            | 3:11  |
| 8.  | Blame It On Your Love (en duo avec Lizzo)                                        | Aitchison, Parmenius, Alexandra Yatchenko, Mikkel Eriksen, Tor Hermansen, Finn Keane, Melissa Jefferson                                    | StarGate, A. G. Cook, EasyFun   | 3:11  |
| 9.  | White Mercedes                                                                   | Aitchison, Andrew Wotman, Ali Tamposi, Nathan Perez                                                                                        | Andrew Watt, Happy Perez, Cook  | 3:23  |
| 10. | Silver Cross                                                                     | Aitchison, Cook | Cook                            | 3:23  |
| 11. | I Don't Wanna Know                                                               | Aitchison, Cook | Cook                            | 3:28  |
| 12. | Official                                                                         | Aitchison, Cook, Keane, Parmenius, Patrik Berger                                                                                           | Cook, Keane, Berger             | 3:04  |
| 13. | Shake It (en duo avec Big Freedia (en), Cupcakke, Brooke Candy et Pabllo Vittar) | Aitchison, Cook, Petitfrère, Elizabeth Harris, Freddie Ross Jr., Pabllo Vittar, Rodrigo Gorky, Pablo Bispo, Arthur Marques, Zebu, Maffalda | Cook, Ö                         | 4:35  |
| 14. | February 2017 (en duo avec Yaeji et Clairo)                                      | Aitchison, Cook, Alexandre Teiller, Charles Teiller, Caroline Maurin, Caroline Beatrix, Claire Cottrill, Kathy Yaeji Lee                   | Cook, Planet 1999               | 2:33  |
| 15. | 2099 (en duo avec Troye Sivan)                                                   | Aitchison, Cook, Petitfrère, Mellet | Cook, Ö                         | 3:25  |